# Eucalyptus deflexa
Eucalyptus deflexa är en myrtenväxtart som beskrevs av Murray Ian Hill Brooker. Eucalyptus deflexa ingår i släktet Eucalyptus och familjen myrtenväxter. Inga underarter finns listade i Catalogue of Life.